# Le Bourg-d'Oisans
Le Bourg-d'Oisans er en by og kommune i departementet Isère i det sydøstlige Frankrig i de franske Alper.
Byen ligger i Romanche-dalen som Romanche-floden løber gennem, på vejen mellem Grenoble og Briançon, på sydsiden af Col de la Croix-de-Fer. Byen er ofte på ruten ved Tour de France, da vejen op til Alpe d'Huez begynder i byen og flere andre store bjergpas ligger i nærheden af byen.
Byen ligger i omtrent 713 m.o.h.